# Reggie Bullock
Reggie Bullock (Baltimore, 16 de março de 1991) é um jogador norte-americano de basquete profissional que atualmente joga pelo Dallas Mavericks da National Basketball Association (NBA).
Ele jogou basquete universitário na Carolina do Norte antes de ser selecionado pelo Los Angeles Clippers na primeira rodada do Draft da NBA de 2013. Bullock também jogou pelo Phoenix Suns, Detroit Pistons e Los Angeles Lakers.

## Carreira no ensino médio
Bullock liderou seu time de basquete, o Kinston High Vikings, a três finais do campeonato estadual durante sua carreira no ensino médio, conquistando dois títulos. Em 2008, eles ganharam o título da 3A e em 2010 venceram o título da 2A. Durante a final de 2010 contra West Caldwell, ele fez 15 pontos e foi nomeado o MVP. Ele fez uma média de 25 pontos e 11 rebotes por jogo na temporada 2009-10 e foi selecionado para a Primeira-Equipe All-State da AP pela terceira temporada consecutiva.
Ele foi escolhido para jogar no McDonald's All-American de 2010, onde ele estava no East Team, junto com Tobias Harris, Kendall Marshall, Kyrie Irving e Jared Sullinger. Bullock também jogou no Nike Hoops Summit, no Spalding Hoophall Classic, no Jordan Brand Classic, no King James Classic e no City of Palms Classic.

### AAU
Bullock jogou no "CP3 Allstars". A equipe venceu o Gold Bracket Championships, foi campeã do Southern Jam Fest, vice-campeã no Gibbons TOC e chegou no Final Four no Knoxvegas Heat.

## Carreira universitária

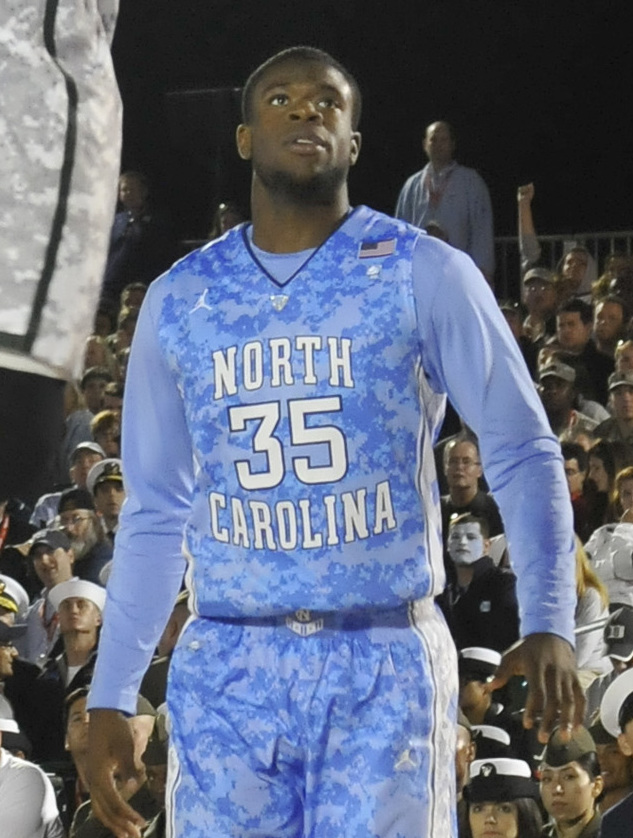
Bullock com o North Carolina Tar Heels durante o Carrier Classic de 2011

Bullock comprometeu-se a frequentar a Universidade da Carolina do Norte em janeiro de 2008. Ele também recebeu ofertas de Maryland, Ohio State, Wake Forest e Indiana.
Em sua temporada de calouros, ele foi o sexto na equipe em pontuação e o segundo maior pontuador vindo do banco com médias de 6,1 pontos por jogo. Em 27 de fevereiro de 2011, ele rasgou o menisco lateral em seu joelho esquerdo em uma vitória sobre Maryland. Ele foi operado em 7 de março e perdeu o resto da temporada 2010-11.
Em seu segundo ano, ele teve uma média de 8,8 pontos por jogo, sendo o quarto maior pontuador da equipe.
Em sua terceira temporada, ele foi o terceiro melhor marcador da UNC, com 13,9 pontos por jogo. Ele também foi o segundo na equipe em três pontos, rebotes (6,5), assistências (101) e roubos de bola (44).
Em mais de 100 jogos, Bullock obteve médias de 9,9 pontos, 5,0 rebotes, 1,7 assistências em 24,6 minutos por jogo.

## Carreira profissional

### Los Angeles Clippers (2013–2015)

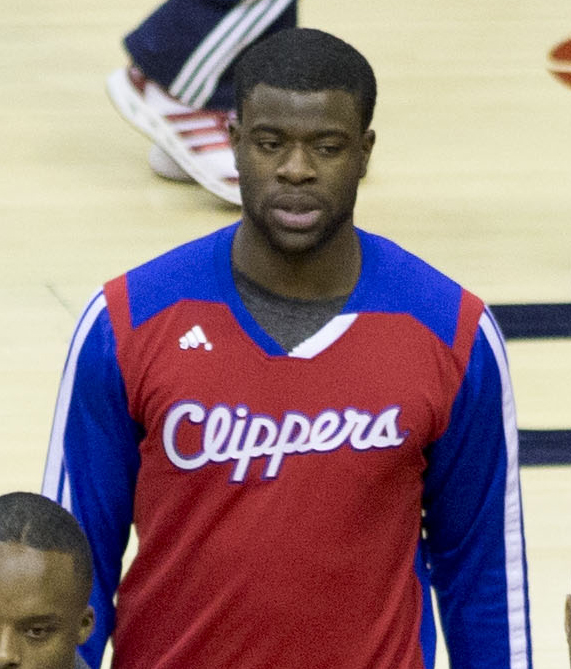
Bullock com o Los Angeles Clippers em 2013

Bullock foi selecionado pelo Los Angeles Clippers com a 25ª escolha geral no Draft de 2013. Em 11 de julho de 2013, ele assinou seu primeiro contrato profissional com os Clippers.
Ele então se juntou aos Clippers para a NBA Summer League de 2013. Bullock fez sua estréia na NBA em 29 de outubro de 2013 contra o Los Angeles Lakers, marcando dois pontos.

### Phoenix Suns (2015)
Em 15 de janeiro de 2015, Bullock foi negociado para o Phoenix Suns em um troca que envolvia também o Boston Celtics. Dez dias depois, ele fez sua estréia pelos Suns contra seu ex-time, os Clippers, em uma derrota por 120-100. 
Em 29 de janeiro, ele foi designado para o Bakersfield Jam da D-League. Três dias depois, ele foi chamado de volta pelos Suns. Em 7 de fevereiro, ele foi transferido para o Jam. Quatro dias depois, ele foi chamado de volta. 
Bullock fez sua primeira cesta pelos Suns na vitória por 110-96 sobre o Denver Nuggets em 25 de fevereiro de 2015.

### Detroit Pistons (2015–2019)
Em 9 de julho de 2015, Bullock foi negociado para o Detroit Pistons, junto com Danny Granger e Marcus Morris, em troca de uma escolha de segunda rodada do Draft de 2020. Em 25 de outubro de 2015, os Pistons estenderam o seu contrato até a temporada de 2016-17. Em 19 de dezembro, ele foi mandado para o Grand Rapids Drive, afiliada da D-League dos Pistons. Ele foi chamado pelos Pistons no dia seguinte.
Depois de problemas no quadril e nas costas terem atrasado sua estréia na temporada de 2016–17, Bullock jogou em apenas quatro jogos antes de ser afastado por outra lesão em 25 de novembro de 2016. Em 30 de novembro, ele foi descartado por dois a quatro meses após a necessidade de cirurgia para tratar da ruptura do menisco esquerdo.
Em 14 de julho de 2017, Bullock voltou a assinar com os Pistons. Em 17 de dezembro de 2017, ele marcou 20 pontos em uma vitória por 114-110 sobre o Orlando Magic. Em 30 de dezembro de 2017, ele fez 22 pontos em uma vitória por 93-79 sobre o San Antonio Spurs.
Em 11 de novembro de 2018, Bullock teve 23 pontos, com seis arremessos de 3 pontos, em uma derrota de 113-103 para o Charlotte Hornets. Ele fez 24 pontos, sua maior marca de pontos, em 17 de dezembro contra o Milwaukee Bucks, ele ultrapassou essa marca em 19 de dezembro, fazendo 33 pontos contra o Minnesota Timberwolves.

### Los Angeles Lakers (2019)
Em 6 de fevereiro de 2019, Bullock foi negociado para o Los Angeles Lakers em troca de Sviatoslav Mykhailiuk e uma escolha de segunda rodada.

### New York Knicks (2019–Presente)
Em 16 de julho de 2019, Bullock assinou com o New York Knicks.

## Estatísticas

### NBA

#### Temporada regular
| Ano      | Equipe        | PJ  | PT  | MPJ  | AP   | 3P   | LL   | RT  | AS  | BR | TO | PPJ  |
| -------- | ------------- | --- | --- | ---- | ---- | ---- | ---- | --- | --- | -- | -- | ---- |
| 2013–14  | L.A. Clippers | 43  | 0   | 9.2  | .355 | .301 | .778 | 1.3 | .3  | .2 | .0 | 2.7  |
| 2014–15  | L.A. Clippers | 25  | 2   | 10.5 | .426 | .385 | .800 | 1.6 | .2  | .4 | .1 | 2.6  |
| 2014–15  | Phoenix       | 11  | 0   | 6.8  | .063 | .000 | .500 | .9  | .2  | .1 | .2 | .4   |
| 2015–16  | Detroit       | 37  | 0   | 11.6 | .439 | .415 | .933 | 1.8 | .7  | .3 | .1 | 3.3  |
| 2016–17  | Detroit       | 31  | 5   | 15.1 | .422 | .384 | .714 | 2.1 | .9  | .6 | .1 | 4.5  |
| 2017–18  | Detroit       | 62  | 52  | 27.9 | .489 | .445 | .796 | 2.5 | 1.5 | .8 | .2 | 11.3 |
| 2018–19  | Detroit       | 44  | 44  | 30.8 | .413 | .388 | .875 | 2.8 | 2.5 | .5 | .1 | 12.1 |
| 2018–19  | L.A. Lakers   | 19  | 16  | 27.6 | .412 | .343 | .810 | 2.6 | 1.1 | .8 | .4 | 9.3  |
| 2019–20  | New York      | 29  | 19  | 23.6 | .402 | .333 | .810 | 2.3 | 1.4 | .9 | .1 | 8.1  |
| Carreira | Carreira      | 301 | 138 | 18.1 | .380 | .332 | .779 | 1.9 | .9  | .5 | .1 | 6.0  |

#### Playoffs
| Ano      | Equipe        | PJ | PT | MPJ  | AP    | 3P   | LL   | RT  | AS  | BR | TO | PPJ |
| -------- | ------------- | -- | -- | ---- | ----- | ---- | ---- | --- | --- | -- | -- | --- |
| 2014     | L.A. Clippers | 2  | 0  | 2.5  | 1.000 | .000 | .000 | .0  | .5  | .0 | .0 | 1.0 |
| 2016     | Detroit       | 2  | 0  | 11.0 | .833  | .667 | .000 | 1.0 | 1.5 | .5 | .0 | 6.0 |
| Carreira | Carreira      | 4  | 0  | 6.7  | .916  | .667 | .000 | .5  | 1.0 | .2 | .0 | 3.5 |

### Universitário
| Ano      | Equipe         | PJ  | PT | MPJ  | AP   | 3P   | LL   | RT  | AS  | BR  | TO | PPJ  |
| -------- | -------------- | --- | -- | ---- | ---- | ---- | ---- | --- | --- | --- | -- | ---- |
| 2010–11  | North Carolina | 27  | 0  | 14.5 | .367 | .296 | .565 | 2.8 | .6  | .7  | .1 | 6.1  |
| 2011–12  | North Carolina | 38  | 18 | 25.4 | .428 | .382 | .727 | 5.1 | 1.4 | .7  | .2 | 8.8  |
| 2012–13  | North Carolina | 35  | 35 | 31.4 | .483 | .436 | .767 | 6.5 | 2.9 | 1.3 | .3 | 13.9 |
| Carreira | Carreira       | 100 | 53 | 23.7 | .426 | .371 | .686 | 4.8 | 1.6 | .9  | .2 | 9.6  |

Fonte:

## Prêmios e Homenagens
- NBA Kareem Abdul-Jabbar Social Justice Champion Award: 2022

## Vida pessoal
A irmã de Bullock, Mia Henderson, foi assassinada em Baltimore por ser transexual em 16 de julho de 2014. Um suspeito foi preso em agosto de 2015. Em agosto de 2016, Bullock disse sobre sua irmã: "Ela viveu sozinha, ela me ensinou a cuidar da família ... Ela estava feliz por ser quem ela era, não estava preocupada com o que os outros sentiam sobre ela, uma pessoa que pode isolar o mundo inteiro e não se importar com os sentimentos de outras pessoas é uma pessoa forte para mim. Essa foi uma das maiores coisas que recebi dela."
Bullock continua engajado em defesa dos direitos LGBT, voluntariando-se para treinar jovens gays e transgêneros ao lado de Jason Collins, um ex-jogador de basquete declaradamente gay. 

Ele foi homenageado durante o GLAAD Media Awards, e está ativo na caridade "NBA Voices for LGBT Youth and Allies". Ele também aparece no documentário da Vice Sports, onde ele fala sobre sua irmã e seu envolvimento com a comunidade gay em sua memória. Ele também está envolvido em campanhas anti-bullying.